# شرلوک هولمز و سلاح مخفی
شرلوک هولمز و سلاح مخفی (به انگلیسی: Sherlock Holmes and the Secret Weapon) نام چهارمین فیلم از مجموعه فیلم‌های شرلوک هولمز با بازی نایجل بروس و بازیل رتبون است. این فیلم اقتباسی است از داستان ماجراهای مرد رقصان نوشته سر آرتور کانن دویل. شرلوک هولمز و سلاح مخفی، در ژانرجنایی و با موضوع جاسوسی ساخته شده است؛ و پیش‌زمینه‌ای از جنگ جهانی دوم را نشان می‌دهد.

## خلاصه داستان
داستان فیلم دربارهٔ کارآگاه معروف شرلوک هولمز و همکارش دکتر واتسون است. آنها باید از یک مخترع سوییسی بمب پیشرفته محافظت کنند تا به دست آلمانها نیفتد